# Capitán Expertus
Capitán Expertus es una serie cómica de ficción ecuatoriana, transmitida por la cadena Ecuavisa y dirigida a público infantil y familiar. El propósito de la serie es el de promover los valores de una forma más acorde a la época. Es la secuela oficial del programa educativo e infantil Dr. Expertus, emitido en el extinto canal de televisión SiTV (actualmente Canal Uno). 

## Trama

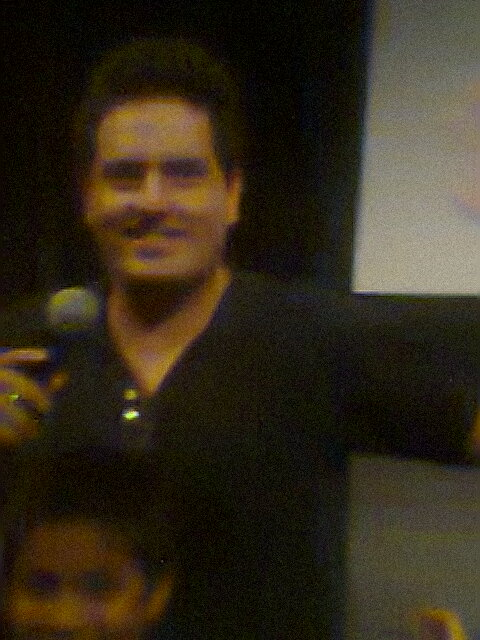
Galo Recalde, protagonista de la serie

La historia es ambientada en una época futurista del año 2.154 en donde el planeta ha sufrido catástrofes y solo queda un lugar habitable en el mundo siendo este el Ecuador y ahora llamado el Tercer Mundo. El Capitán Expertus fue un científico que viajó a Nueva York para aprender a pilotar su nave Vashak-Non 3000 y así convertirse en capitán. Chúcula es el villano que destruyó el planeta, sin embargo Expertus fue acusado y exiliado del planeta. Expertus lucha contra los villanos junto a su asistente Simusina, su amigo el mono Bungunala, Cacharro un robot reciclado que quiere ser niño de verdad y Cosmovisión su ama de llaves. El solitario George es un galápago y el ministro de lo que quedó de la Tierra, y que mantiene contacto con la tripulación de Vashak-Non 3000. Harriett es una princesa malvada que quiere acabar con Expertus y colonizar lo que queda del Tercer Mundo.

## Personajes
- Capitán Expertus (Galo Recalde)[4]
- Simusina (Nicole Trujillo)[4]
- Bungunala (Leonardo Moreira)[4]
- Cacharro (Luis Coronel)[4]
- Maxilar Superior y Personajes Varios (Jair Alache)
- Cosmovisión[5]
- Chúcula[4]
- Reina Harriett (Harriet Mellor)[2]
- Juan Cruceta (Pepe Sánchez)[2]
- Solitario George[4]
- Hannah (Ursula Strenge)

## Episodios
La serie tuvo un total de 26 episodios, emitidos los días sábados a las 19:30. Había rumores sobre una segunda temporada confirmada, siendo esta el final de la historia, pero los ejecutivos del canal decidieron cancelarla para centrarse en sus demás producciones.